# 豪梅·阿马特
豪梅·阿马特（西班牙語：Jaume Amat，1970年3月1日—），西班牙男子曲棍球运动员。他曾代表西班牙参加1992年、1996年和2000年夏季奥林匹克运动会曲棍球比赛，其中1996年奥运会获得一枚银牌。

## 家庭
父亲海梅·阿马特。伯父佩德罗·阿马特，叔父弗朗西斯科·阿马特、胡安·阿马特。
堂弟波尔·阿马特。